# Niżnie Szatanie Wrótka
Niżnie Szatanie Wrótka (2364 m) – przełączka między Szatanią Turnią (2390 m) a Szatanią Kopką (2373 m) w Grani Baszt w słowackiej części Tatr Wysokich. Grań ta oddziela Dolinę Młynicką (po zachodniej stronie) od Doliny Mięguszowieckiej (po wschodniej stronie). Z Niżnich Szatanich Wrótek na zachodnią stronę opada krótki żlebek. Jest on jednym z trzech górnych odgałęzień prawej depresji zachodniej ściany Szatana.
W Grani Baszt liczne obiekty mają szatańskie, czarcie, diabelskie lub piekielne nazewnictwo. Nazwy te związane są z powtarzającym się zjawiskiem spadania kamieni, które przypisywano diabłom zrzucającym głazy na poszukiwaczy diabelskich skarbów.